# Bactropaltis
Bactropaltis é um gênero de traça pertencente à família Gelechiidae.